# Dan Lydiate

a Compétitions nationales et continentales officielles uniquement.

b Matchs officiels uniquement.
Dernière mise à jour le 10 mai 2025.
Dan Lydiate, né le 18 décembre 1987 à Salford (Angleterre), est un joueur international gallois de rugby à XV qui évolue au poste de troisième ligne aile. Il joue avec le Dragons RFC de Newport en United Rugby Championship.
Entre 2009 et 2023, il dispute 72 matchs avec le pays de Galles. Avec son pays, il remporte le Grand Chelem dans le Tournoi des Six Nations 2012 en étant élu meilleur joueur de la compétition.

## Biographie

### Jeunesse et formation
Dan Lydiate naît le 18 décembre 1987 à Salford en Angleterre,. À l'âge de quatre ans, sa famille déménage au pays de Galles, dont sa mère est originaire, dans la ferme de son grand-père basée à Abbeycwmhir,.
Durant sa jeunesse, il passe beaucoup de temps à jouer au rugby avec son frère ainé Jack au sein de la ferme. Lorsque Jack rejoint le lycée, celui-ci commence la pratique du rugby à XV au club local de Llandrindod Wells RFC. Dan joue lui aussi à ce sport et connaît des sélections avec les équipes de jeunes du pays de Galles. En club, il joue pour le Rhayader RFC et le Pontypool United RFC.

### Débuts de carrière senior
Dan Lydiate commence sa carrière senior avec le Ebbw Vale RFC avant de rejoindre les Newport Gwent Dragons. Il dispute son premier match avec la franchise galloise le 30 avril 2007 contre les Cardiff Blues.  
Lors de la saison 2007-2008, à 19 ans, il se blesse gravement aux cervicales, échappant à la paralysie, lors d'un match de Coupe d'Europe avec Newport contre l'USA Perpignan au stade Aimé-Giral,.  
Durant la saison 2008-2009, il joue également avec le Pontypool RFC en Welsh Premiership.
Il obtient sa première cape avec le pays de Galles, le 21 novembre 2009, contre l'Argentine. Une semaine plus tard, il fait ses débuts en tant que titulaire, à la suite du forfait du capitaine Ryan Jones, contre les Wallabies.  

### Première participation à la Coupe du monde et consécration dans le Tournoi des Six Nations 2012
Début 2011, il est sélectionné pour participer au Tournoi des Six Nations. En août de la même année, il est retenu par Warren Gatland dans la liste des trente joueurs gallois qui disputent la Coupe du monde 2011. Il joue les deux premiers matchs de poule contre l'Afrique du Sud et les Samoa mais se blesse durant le deuxième match, le rendant forfait pour les deux autres matchs de la phase de groupes. Cependant, il est de retour pour le quart de finale remporté face aux Irlandais. Il dispute la demi-finale perdue face au XV de France, puis la finale pour la troisième place, également perdue, contre l'Australie.  
L'année suivante, il remporte le Grand Chelem dans le Tournoi des Six Nations 2012 et est désigné meilleur joueur de la compétition. 
En avril 2013, il est nommé dans le groupe des Lions britanniques qui disputent la tournée 2013 en Australie. 
Pour la saison 2013-2014, il signe un contrat au Racing Métro 92 mais ne s'y impose pas. Dans la perspective de la prochaine Coupe du monde qui a lieu en partie au pays de Galles, il est libéré de son contrat en novembre 2014 et rentre au pays pour s'engager avec les Ospreys.
En 2015, il est appelé pour disputer sa deuxième Coupe du monde.

### Retour en équipe nationale après une longue absence et fin de carrière
Durant le début d'année 2021, il est de nouveau appelé par l'encadrement gallois pour participer au Tournoi des Six Nations soit deux ans et demi après sa dernière sélection et cinq ans après sa dernière participation à un Tournoi des Six Nations. Le sélectionneur gallois, Wayne Pivac, l'aligne d'entrée face à l'Irlande pour la première journée. Néanmoins, il subit une grave blessure au ligament croisé antérieur au bout de douze minutes de jeu et est donc obligé de se faire opérer, le rendant forfait pour le reste de la compétition. Son équipe remporte la compétition par la suite.
Il fait son retour à la compétition un an plus tard avec les Ospreys, retrouvant rapidement un bon niveau, sa province le prolonge alors jusqu'à la fin de la saison suivante en 2023. Par la suite, la sélection galloise fait de nouveau appel à lui pour disputer la tournée estivale en Afrique du Sud. Il est titulaire dans les trois rencontres de la série où il réalise de bonnes performances avec notamment dix-huit plaquages réussis sur dix-huit tentés en 60 minutes lors du deuxième test,.
En mai 2023, son retour dans la franchise des Dragons (anciennement Newport Gwent Dragons) est officialisé pour la saison 2023-2024 après neuf saisons passées aux Ospreys. Le même mois, Warren Gatland le convoque dans une pré-liste de 54 joueurs pour préparer la Coupe du monde. Finalement, en août, il fait partie du groupe final amené à disputer la compétition. Durant la compétition, il dispute seulement une rencontre, en tant que titulaire, contre le Portugal lors de la phase de poule. Son équipe est ensuite éliminée en quart de finale par l'Argentine. Quelques jours après cette élimination, il est de nouveau retenu dans le groupe gallois pour affronter les Barbarians lors d'une rencontre non-officielle prévue début novembre suivant. Durant cette rencontre, il est titularisé et prend part à la victoire 49 à 26 de son équipe.
En avril 2025, il annonce qu'il prend sa retraite de joeueur à l'issue de la saison 2024-2025 en cours afin de devenir entraîneur.

## Statistiques

### En équipe nationale
Dan Lydiate compte 72 sélections avec le pays de Galles, dont 67 en tant que titulaire. Il obtient sa première sélection le 21 novembre 2009 à Cardiff contre l'Argentine.
Il participe à six éditions du Tournoi des Six Nations, en 2011, 2012, 2014, 2015, 2016 et 2021.
Il participe à trois éditions de la Coupe du monde, en 2011, disputant cinq rencontres, face à l'Afrique du Sud, les Samoa, l'Irlande et la France et l'Australie. En 2015 où il joue quatre rencontres, face à l'Uruguay, l'Angleterre, les Fidji et l'Afrique du Sud. Et en 2023, où il dispute une rencontre contre le Portugal.
Il est l'un des joueurs majeurs du XV du Poireau des années 2010, formant avec Sam Warburton et Toby Faletau l'une des meilleures troisièmes lignes du monde.

### Avec les Lions britanniques et irlandais
Dan Lydiate compte également trois sélections avec les Lions, lors des trois test matchs de la tournée 2013 en Australie face aux Wallabies, le premier en tant que remplaçant et les deux autres en tant que titulaire. Lors de celle-ci, il dispute un total de huit rencontres, dont la première de la tournée face aux Barbarians, match où il inscrit son seul essai de la tournée.

## Palmarès
- Vainqueur du Tournoi des Six Nations en 2012 (Grand Chelem) et 2021 avec l'équipe du pays de Galles.